# Chevrolet Tavera

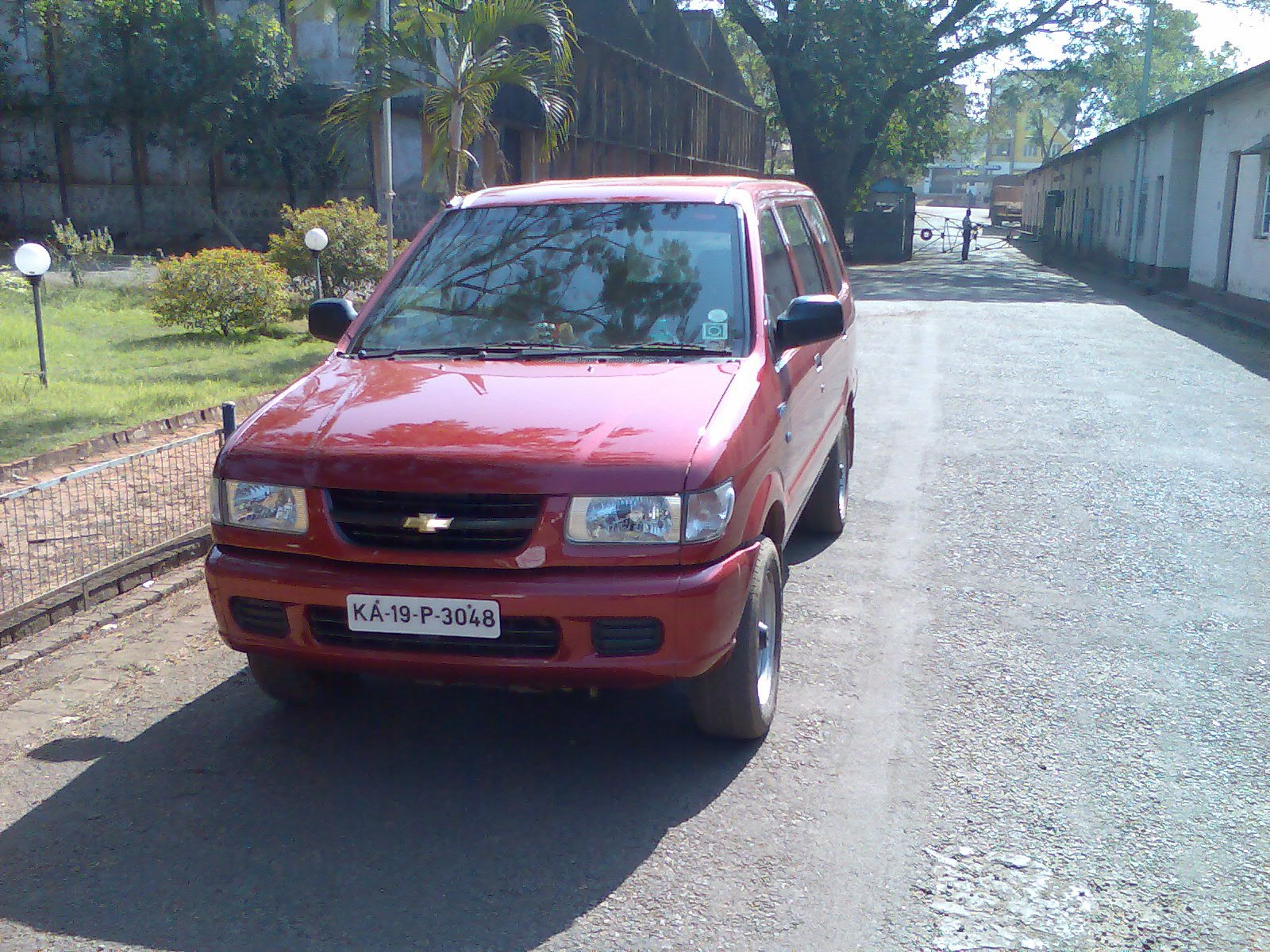
Chevrolet Tavera rouge.

Pour la commune française, voir Tavera.
Le Chevrolet Tavera est un monospace compact et un SUV compact qui a été produit en Indonésie par le constructeur japonais Isuzu jusqu'en 2007, et en Inde par le constructeur américain Chevrolet jusqu'en 2017, lorsque General Motors a quitté le marché indien. Le Tavera était vendue sur les marchés de l'ANASE et de l'Inde, et il utilise la plate-forme de l'Isuzu Panther, un véhicule polyvalent à moteur Diesel vendu en Indonésie. Sur d'autres marchés, il est connu sous le nom Isuzu AUV, Hi-Lander ou Crosswind. Le nom du véhicule vient du nom du petit village français, Tavera, en Corse, connu pour ses sentiers escarpés et où le PDG d'Isuzu, Susumu Hosoi, avait l'habitude de tester ses véhicules. En Inde, la principale compétition de ce monospace comprend des véhicules tels que le Toyota Innova, le Mahindra Bolero, le Tata Sumo et des véhicules similaires. Contrairement à certains monospaces comme le Fusion (qui est basé sur la Ford Fiesta et également vendu en Europe), ce monospace est basé sur un pick-up, dans ce cas un Isuzu Vega modifié.

## Histoire
Isuzu a conçu le Tavera original, basé sur le Panther. La version de Chevrolet est basée sur la version reliftée du Panther, qui est plus conçue pour les entreprises et plus axée pour les passagers plutôt que sur une utilisation commerciale.
En Inde, il existe 2 versions du Tavera, le Tavera original, le modèle de base qui comprend les versions B1 et B2, et le Tavera neo 2 (cette version s'appelait simplement Tavera neo avant la version reliftée du Tavera indien, et avant ça, Tavera Elite), la version normale qui comprend les versions LS-B3, LS-B4, LT-L et SS-D1 haut de gamme. En 2006, en raison du marketing de Chevrolet pour sa gamme indienne nommé «une révolution indienne» (semblable à leur campagne de marketing aux États-Unis), le Tavera est maintenant vendu en deux modèles. Le Tavera original est toujours vendu; cependant, des modèles plus haut de gamme sont désormais vendus en Inde sous le nom de "Tavera Neo 2". En septembre de la même année, le Tavera indien fait peau neuve. La version reliftée inclut une calandre avant et des intérieurs révisés. Plus tard encore, une autre version reliftée présentée comme Tavera Neo 3 comprend des feux et des pare-chocs avant révisés.
En Indonésie, le Tavera a servi d'Isuzu Panther version essence, alors que ce dernier n'a qu'un moteur Diesel. Il dispose d'un moteur essence 2,2 litres, 114 ch (84 kW) et 180 N m, d'origine australienne Holden, également utilisé pour la version indonésienne du Opel/Chevrolet Blazer.

## Rappel de 2013 en Inde
En juillet 2013, General Motors a rappelé 114 000 Chevrolet Tavera en Inde, le véhicule n'ayant pas respecté les normes d'émissions locales. GM India a également été condamné à suspendre la production du Tavera jusqu'à ce que les problèmes soient résolus.
Svenska Dagbladet a rapporté que des employés de General Motors avaient induit les autorités indiennes en erreur sur les émissions d'échappement et la consommation de carburant en équipant les véhicules test avec des moteurs plus petits et spécialement préparés pour passer les réglementations. À la suite de cela, le directeur de la division groupe motopropulseur de GM, Sam Winegarden, a été licencié, ainsi que d'autres employés. Le rapport a conduit les autorités indiennes à ouvrir une enquête sur les pratiques de General Motors[réf. nécessaire].